# Bršljin
Bršljin je krajevna skupnost in del Novega mesta. Nahaja se na severozahodnem obrobju mesta. V Bršljinu je vojašnica Slovenske vojske, osnovna šola, železniška postaja ter več nakupovalnih centrov. V Bršljinu je bil tudi sedež gradbenega podjetja Pionir in Iskre. 